# 环亮满月蛤
是滿月蛤目满月蛤科扁满月蛤属的一种。

## 分佈
本物種分佈於台灣海峽的中部、北部及東中國海。
常栖息在潮下带。

## 外部連結
- 維基物種上的相關：环亮满月蛤